# Dactyladenia
Dactyladenia är ett släkte av tvåhjärtbladiga växter. Dactyladenia ingår i familjen Chrysobalanaceae.

## Dottertaxa tillDactyladenia, i alfabetisk ordning[1]
- Dactyladenia barteri
- Dactyladenia bellayana
- Dactyladenia buchneri
- Dactyladenia campestris
- Dactyladenia chevalieri
- Dactyladenia cinerea
- Dactyladenia dewevrei
- Dactyladenia dichotoma
- Dactyladenia dinklagei
- Dactyladenia eketensis
- Dactyladenia floretii
- Dactyladenia floribunda
- Dactyladenia gilletii
- Dactyladenia hirsuta
- Dactyladenia icondere
- Dactyladenia johnstonei
- Dactyladenia jongkindii
- Dactyladenia laevis
- Dactyladenia lehmbachii
- Dactyladenia letestui
- Dactyladenia librevillensis
- Dactyladenia mannii
- Dactyladenia ndjoleensis
- Dactyladenia pallescens
- Dactyladenia pierrei
- Dactyladenia sapinii
- Dactyladenia scabrifolia
- Dactyladenia smeathmannii
- Dactyladenia staudtii
- Dactyladenia whytei